# Бёрнс, Эндрю Роберт
Эндрю Роберт Бёрнс (англ. Robert Andrew Burns; р. 21.07.1943) — британский дипломат.
Степень магистра искусств получил в кембриджском Тринити-колледже.
На дипломатической службе в 1965—2003 годах.
В 1992—1995 годах посол Великобритании в Израиле.
В 1997—2000 годах генеральный консул Великобритании в Гонконге и Макао.
В 2000—2003 годах верховный комиссар Великобритании в Канаде.
Рыцарь-командор ордена Святого Михаила и Святого Георгия (1997, кавалер 1992).